# Сол, Питер
Питер Сол (англ. Peter Saul; 1934, Сан-Франциско, США) — один из основоположников поп-арта и живой политической некорректности в американской культуре, которая развивавалась в США под влиянием таких художников, как Сью Уильямс, Кара Уокер и Кэрролл Данэм. Полотна художника — смесь мультипликационных образов с лучшими традициями классической живописи.
Живёт и работает в Нью-Йорке.

## Биография
Питер Сол учился в Институте искусств Сан-Франциско с 1950 по 1952 год, а также в Университете Вашингтона в Сент-Луисе с 1952 по 1956 год, после чего он переехал в Европу, где оставался до 1964 года. Сола вдохновляли 1940-е годы и комиксы тех лет. После окончания художественной школы в 1956 году он выработал свой стиль под влиянием Виллема де Кунинга. В 1958 году он стал использовать карикатурные изображения, такие как Дональд Дак и Супермен, в качестве персонажей в своих работах.
В 1964 году Сол возвращается в Соединенные Штаты, в район залива Сан-Франциско. В это время он начал отражать на полотнах личные переживания конфликта во Вьетнаме, а также психологические портреты политиков и других известных личностей. В 70-х годах художник перешёл к интерпретациям исторических шедевров, таких как Ночной дозор Рембрандта и Герника Пикассо, а также к тому, что он называл «американской сценарной живописью», использующей кинематографическое пространство.
Сол провёл 1980-е и 90-е годы в Остине, штат Техас, где он преподавал в Техасском университете. За это время содержание его работ сильно разнообразилось, а стиль был сосредоточен на всё более частом обращении с «низкими» объектам, находящимися под сильным влиянием живописи 19-го века.

## Публичные коллекции
Работы Питера Сола находятся в коллекциях ведущих музеев мира, в том числе: Нью-Йоркский музей современного искусства (MoMA, Нью-Йорк), Чикагский институт искусств (Чикаго), Метрополитен-музей (Нью-Йорк), Музей современного искусства (MoCA, Лос-Анджелес), Центр Жоржа Помпиду (Париж), Музей американского искусства Уитни (Нью-Йорк), Музей Людвига (Кёльн), Городской музей Стеделейк (Амстердам).

## Публикации
Peter Saul. You Better Call Saul, Галерея Гари Татинцяна, Москва, Россия (2016)
Peter Saul, Музей искусств округа Ориндж, Санта-Ана, США (2008)
Peter Saul, Musée de L’Abbaye Sainte-Croix, Ле-Сабле-д’Олоне, Франция (1999)